# Martha Graham
Martha Graham (Pittsburgh, 11 de mayo de 1894 - Nueva York, 1 de abril de 1991) fue una bailarina y coreógrafa estadounidense de danza moderna cuya influencia en la danza es equiparada a la que tuvo Picasso en las artes plásticas, Stravinsky en la música o Frank Lloyd Wright en la arquitectura. Graham consideraba que la danza moderna no era producto de la inventiva, sino del descubrimiento de principios primigenios. Fue muy reconocida en el mundo y a través de su apellido se dio a conocer el nombre de su tipo de danza.

## Biografía

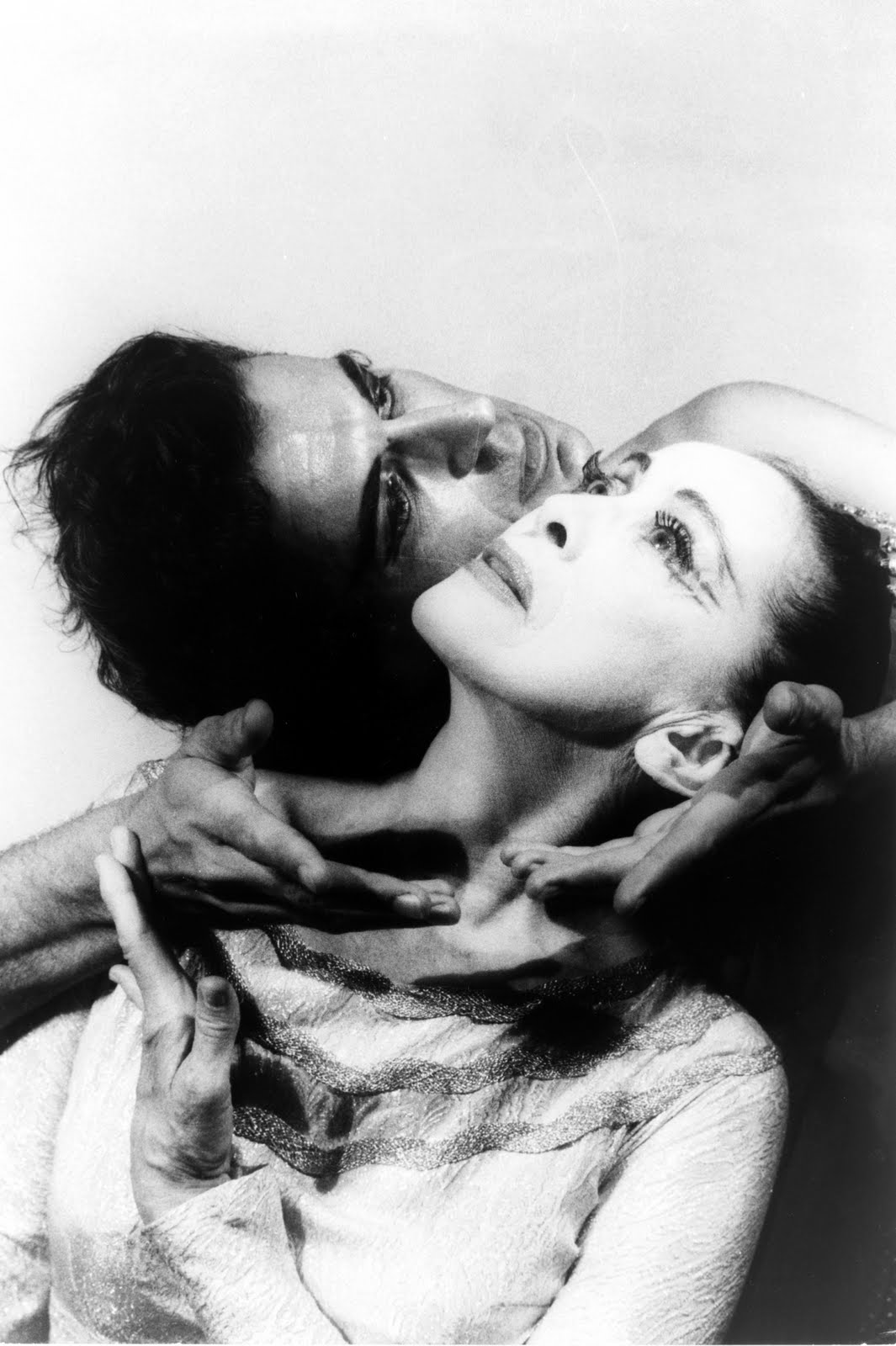
Martha Graham y Bertram Ross en 1961.

Martha Graham nació en Pittsburgh y se mudó a California siendo una niña. Después de ver a Ruth St. Denis bailar en los años 1910 tomó interés por el baile aunque no fue hasta los 22 años (1916) cuando se interesó profesionalmente, entrando en el Denishawn. En esta histórica escuela Ruth St. Denis pidió a Ted Shawn que la tomara como alumna. Ted Shaw no tardó en descubrir las capacidades excepcionales de su nueva alumna.
Se abrió paso sola pero con el constante apoyo de Louis Horst, un músico que trabajaba como acompañante al cual ella conoció mientras estudiaba en Denishawn y que se convirtió en su amante y mentor musical. En 1923, después de una intensa colaboración como ayudante y como bailarina solista de Ted Shaw, Martha Graham abandonó el Denishawn. Viajó a Nueva York para bailar en Greenwich Village Follies y en el Eastman Theater. En 1925 Graham se convirtió en instructora de baile en la Escuela de Música y Teatro Eastman en Rochester, Nueva York. Durante dos años en esta escuela, experimentó y encontró los principios de su danza. Descubrió a Mary Wigman a través de libros y fotografías; asistió a una demostración de la bailarina Ronny Johansson en el estudio de Ted Shaw, quedó impresionada de la utilización del suelo que hacía la bailarina y a partir de ello se percató del control que podía efectuar sobre los músculos del torso. Incorporó este método de trabajo para resolver técnicamente problemas fundamentales sobre el equilibrio y es así como descubrió a la pelvis como la fuente de energía del bailarín.
En 1926 Graham fundó su propia compañía, la Compañía de Danza Martha Graham. Su estilo único de danza moderna reflejaba el arte moderno de su época. Las presentaciones de Graham la hicieron famosa por sus innovaciones en la danza moderna. El estilo de Martha Graham es ampliamente reconocido por sus características contracción y relajación, la caída al piso controlada, los saltos del hombre y un desarrollo de imágenes que van con los movimientos.
En la Universidad de Bennington en 1932, Graham se graduó en el grado de bachiller de las artes en danza. En 1951 creó la división de danza en la Escuela Juilliard.
En 1936 llegó el trabajo definitivo de Graham, que marcó el comienzo de una nueva era en la danza contemporánea. Steps in the Street trajo al escenario los serios problemas que experimentaba el público en general de manera dramática. Influenciada por el desplome de Wall Street, la Gran Depresión y la Segunda Guerra Mundial, la danza se enfocó en la depresión y el aislamiento, reflejados en las oscuras escenografías y vestuarios. Esto definió el nuevo estilo de baile y fijó el estándar que muchos coreógrafos han seguido.
La vida en el baile de Graham gradualmente llegó a un descanso comenzando en los años 1950. En 1948, el Centro Martha Graham de Danza Contemporánea fue establecido. Una de sus estudiantes era la heredera Bethsabée de Rothschild de la cual se hizo amiga cercana. Cuando Rothschild se mudó a Israel y estableció la Compañía de Danza Batsheva en 1965, Graham se convirtió en la primera directora de la compañía, preparó a la primera generación de bailarines y coreografió trabajos exclusivos para el grupo israelí.
Su última presentación de danza llegó a finales de los años 1960 y, después de eso, se enfocó en la coreografía. Algunos críticos dicen que aunque hay poco registro existente de sus bailes, éstos son más memorables que su trabajo como coreógrafa. Graham continuó trabajando en el arte hasta que en 1991 murió víctima de neumonía a los 96 años. Su cuerpo fue incinerado y sus cenizas fueron esparcidas sobre las Montañas Sangre de Cristo en el norte de Nuevo México.
Fue premiada con la Medalla Presidencial de la Libertad en 1976 por el presidente de los Estados Unidos Gerald Ford (la primera dama Betty Ford, había bailado con Graham en su juventud.), recibió el Premio Kennedy y la Medalla Nacional de las Artes.
En 1998, la revista Time, la nombró "Bailarina del Siglo", y una de las personas más importantes del siglo XX.

### La técnica Graham
La técnica Graham es uno de los principales métodos en la danza moderna. Es la única técnica de danza moderna que tiene un lenguaje codificado para expresar todo el abanico de las emociones humanas. Está basada en los principios de la contracción y la relajación. Graham se enfoca en liberar las emociones mediante las contracciones pélvicas y abdominales, la relajación al inspirar, los espasmos de los músculos, los estiramientos y tirones.
En la técnica Graham el torso es el eje central en la expresión de las emociones. Los brazos, manos y piernas se usan para crear imágenes y para trasladarse en el espacio.
La respiración juega un papel primordial. Todas las contracciones y la relajación en la técnica Graham se coordinan con la respiración, la contracción se hace en la exhalación y la relajación se realiza en la inhalación.
La relación con el suelo también cobra importancia. Los movimientos en la técnica Graham se enraízan en el suelo, caen al suelo, se impulsan desde el suelo para saltar o se sacuden contra el suelo.

#### La contracción y la relajación de la técnica
La contracción es el principal fundamento de la técnica. Este movimiento tuvo su origen para Martha Graham al observar cómo el dolor y el sufrimiento se manifiestan en el cuerpo humano.
Las contracciones al estilo Graham siempre se inician en la pelvis. Este movimiento viaja por toda la espina dorsal, desde la pelvis hasta el cuello y la cabeza.
El espacio entre cada vértebra se alarga a medida que las contracciones viajan por la espina dorsal. La cabeza y el cuello se mantienen alineadas con la columna vertebral. Cada contracción se realiza en la exhalación.
La relajación o “release”, es en cambio contrariedad de la contracción. Sucede cuando se suelta la contracción. Este movimiento de relajación se realiza en la inhalación.
Al igual que la contracción, el movimiento de relajación en la técnica Graham comienza en la pelvis. Viaja por toda la espina dorsal hasta que el torso regresa a una posición neutral.